# Туніський торт
Туніський торт — покритий товстим шаром шоколаду та прикрашений марципановими фруктами торт «Мадера». Його традиційно їдять на Різдво.
Вважається, що торт походить від едвардіанської епохи. у 1930-х роках комерційні туніські торти виробляла Шотландська пекарня Macfarlane Langs , і коли у 1948 році вони об'єдналися з McVitie & Price, щоб створити компанію під назвою United Biscuits (яка все ще володіє брендом McVitie's), рецепт перейшов до нової компанії. McVitie's виробляла туніський торт до середини 1980-х років. Кажуть, що оновлений рецепт, який використовує McVitie's, створила Елізабет Юінг з Інвернесса, чоловік якої був пекарем у McVitie's. Її чоловік їв подібний торт, перебуваючи в Тунісі під час Другої світової війни.
Зараз торт сезонно продається в деяких супермаркетах Великої Британії. Зверху торт зазвичай прикрашають марципановими фруктами. У деяких рецептах, як-от рецепти BBC Good Food і Mary Berry, замість марципанових фруктів на торт накривають листя та ягоди падуба з марципану. Перший рецепт не містить шоколаду та марципанової начинки.
Портове місто Туніс було відоме експортом північноафриканських фруктів. У березні 1934 року Taunton Courier і Western Advertiser надрукували рецепт, який містив північноафриканські фрукти, фініки, інжир, волоські горіхи та чорнослив. У 1936 році компанія Garratt's Bakers of Lichfield включила до свого рецепту мед, фініки та волоські горіхи, а також полила торт шоколадною глазур'ю.